# Ябълчево
Я̀бълчево е село в Югоизточна България, община Руен, област Бургас.

## География
Село Ябълчево се намира в югоизточна България, около 36 km север-северозападно от областния център Бургас, 10 km северно от Айтос, около 28 km североизточно от Карнобат и около 2 km западно от общинския център Руен. Разположено е в северозападното подножие на Айтоската планина, Източна Стара планина, в долината на течащата западно от него река Голяма река (Алма дере, известна на различните места по течението ѝ и като Боаздере, Шиваровска река, Коджадере), десен приток на река Луда Камчия. Надморската височина в центъра на Ябълчево при сградата на кметството е около 200 m, а в границите на селото варира между 190 до 220 m.
В землището на Ябълчево има два малки язовира (микроязовира) – на Голяма река и на река Ахмакдере.
Климатът е преходноконтинентален, почвите в землището са излужени и слабо оподзолени канелени горски и хумусно-карбонатни.
Югозападно покрай Ябълчево минава третокласният републикански път III-208 (Айтос – Дългопол – Провадия), а югоизточно – свързващият се с него третокласен републикански път III-2085, който на изток води през селата Руен, Преображенци, Просеник и Горица към връзка северно от село Гюльовца с третокласния републикански път III-906.
Населението на село Ябълчево, наброявало 1056 души към 1934 г., след периоди на намаляване и нарастване на числеността наброява към 2018 г. 1188 души (по текущата демографска статистика за населението).
При преброяването на населението към 1 февруари 2011 г., от обща численост 1198 лица, за 85 лица е посочена принадлежност към „българска“ етническа група, за 768 – към „турска“, за 43 – към ромска и за останалите не е даден отговор.

## История
След края на Руско-турската война 1877 – 1878 г., по Берлинския договор селото остава на територията на Източна Румелия. От 1885 г. – след Съединението, то се намира в България с името Алма дере. Преименувано е на Я̀бълчево през 1934 г.
Училището в село Ябълчево е отворено за първи път през учебната 1903/1904 г. в частна къща. Първи учител е бил Вълчо Кирилов, а заплащането му е било осигурявано от родителите на децата. От учебната 1907/1908 г. училището се помещава в специално закупена къща. От 1947 г. то носи името „Д-р Петър Берон“.
През 1928 г. в Ябълчево е основано читалище „Пробуда“.
В Държавния архив – Бургас се съхраняват документи на/за Трудово кооперативно земеделско стопанство (ТКЗС) „Вълко Червенков“ – с. Ябълчево, Бургаско от периода 1945 – 1995 г. и на/за Обединено ТКЗС „Мичурин“ – с. Ябълчево, Бургаско от периода 1956 – 1958 г. След редица промени на организацията и наименованието през годините, стопанството е ликвидирано като Земеделска кооперация (ЗК) – с. Ябълчево, Бургаско през 1995 г.
В района на Ябълчево има тракийска надгробна могила и три селищни могили (днес едната е на дъното на микроязовир). Близо до селото е открита керамика – питоси и други; вероятно е имало пътна станция. На 2,5 km северозападно се намират останките от късноантична и средновековна крепост. В османотурски регистри от 16 век, от 1676 и 1731 г. има сведения за селото под имената Алма дереси и Алма дере.

## Население

### Етнически състав
Преброяване на населението през 2011 г.
Численост и дял на етническите групи според преброяването на населението през 2011 г.:
|                     | Численост |
| Общо                | 1198      |
| Българи             | 85        |
| Турци               | 768       |
| Цигани              | 43        |
| Други               | -         |
| Не се самоопределят | -         |
| Неотговорили        | 297       |

## Религии
В село Ябълчево се изповядва ислям и Християнство.

## Обществени институции
Село Ябълчево към 2020 г. е център на кметство Ябълчево.
В село Ябълчево към 2020 г. има:
- действащо общинско начално училище „Д-р Петър Берон“;[15]
- действащо читалище „Пробуда 1928 г.“;[16][17]
- действаща целодневна детска градина;[18]
- постоянно действаща джамия;[19]
- пощенска станция.[20]

## Други
Основният поминък на населението е селското стопанство. Планинският терен обуславя развитието на тютюнопроизводство, овощарство, лозарство и животновъдство.
От години на 6 май край селото се организират конни надбягвания по случай празника Гергьовден (Хъдърлез) с около 40 коня, от област Варна и Бургас. Организатори на мероприятието са кметството на Ябълчево и общинският съвет на община Руен, както и спонсори от общината.
- Кметството
- НУ „Д-р Петър Берон“
- Паметна плоча на загиналите в Балканската и Отечествената война
- Джамията